# 封筒

1861年から1862年の間の南北戦争時代の封筒

封筒（ふうとう）とは、手紙・文書・書付（かきつけ）などを封入する袋のこと。状袋（じょうぶくろ）ともいう。

## 概要
封筒は、主に紙類の移送・受け渡し・保存する際に用いる袋である。具体的には、郵便で手紙を送る際に便箋をこれに入れて封書とするほか、金融機関の現金封筒や給料袋や月謝袋として貨幣を入れたり、書類の受け渡しや保存に多く使われる。
数え方としては、何も入っていなければ「枚」、中身が入っていると「封」になる。

## 形態
「封筒」という字に現れているがごとく、一枚の紙の両端を貼り合わせ筒状にしたものを平たくして折り目をつけ、筒の底にあたる一辺を閉じて貼りつけた状態で販売されている。通常は紙で製造された袋であるが、軟質プラスチック製のもの（いわゆるビニール袋の封筒）も広く用いられている。
形状としては、長さ寸法が幅寸法の倍数よりも長い長形と短い角形、さらに寸法の長いほうに封入口がありダイヤモンド貼り又はカマス貼りの洋形がある。長形と角形の封筒をあわせて和封筒といい、また、洋形の封筒は洋封筒ともいう。
封筒のうち閉じている側の部位を底（オシリ）、閉じていない側を頭（ベロ）という。また、後の貼り合せが上になっている側を上前（うわまえ、うわんまえ）、下になっている側を下前（したまえ、したんまえ）という。口部の折り目から胴の貼り目に向かって緩やかに下がっている部分を肩（オガミ）といい、折って封をする線を口筋あるいはベロスジという。
封筒の裏側の貼り合せ位置としては、もっとも一般的な中貼り（センター貼り）、隅貼り（サイド貼り、横貼り、Lタイプ）、欧米で一般的な洋形（ダイヤモンド貼り、インボイス）、マチ付きで角底の箱貼り（函貼り）、マチ付きだが角底でないガゼット貼り、左右双方にのりしろがあるカマス貼りなどの種類がある。なお、封筒の仕上がりで頭（ベロ）を開けた状態を天立て、頭（ベロ）を閉じた状態を口折りという。
封筒は中身を入れたのちにのりまたは粘着テープ等で封をするのが一般的であるが、それらが手元になくても簡単に封をできるように加工された「口糊付封筒」もある。
ダイレクトメール用や業務用には、中身の印刷物に印字された宛先を封筒の宛先として利用するために「窓付き封筒」もある。窓の種類にはセロハンを用いたセロ窓、グラシン紙を用いたグラシン窓、切り抜いたままになっているオープン窓がある。このうちオープン窓は郵便では利用できず手渡しされる場合などに利用される。
書類の保存用には、開閉を繰り返すことができるよう、フラップ部分を留めるための玉紐（ひも）が付いた封筒もある。厚みのある書類等を入れるための封筒として、側面にマチの付いた封筒もある。CDやビデオテープなどを輸送するために、内側に緩衝材を貼ったものも存在する。

### ギャラリー

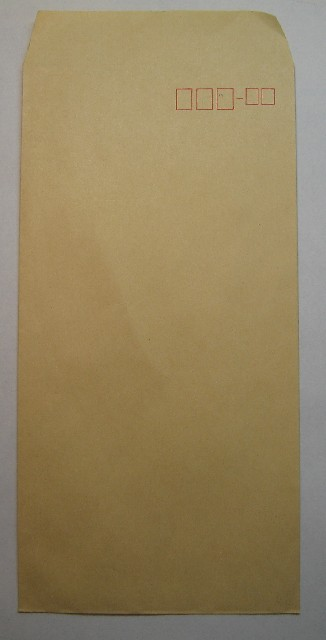
郵便番号5桁時代の封筒
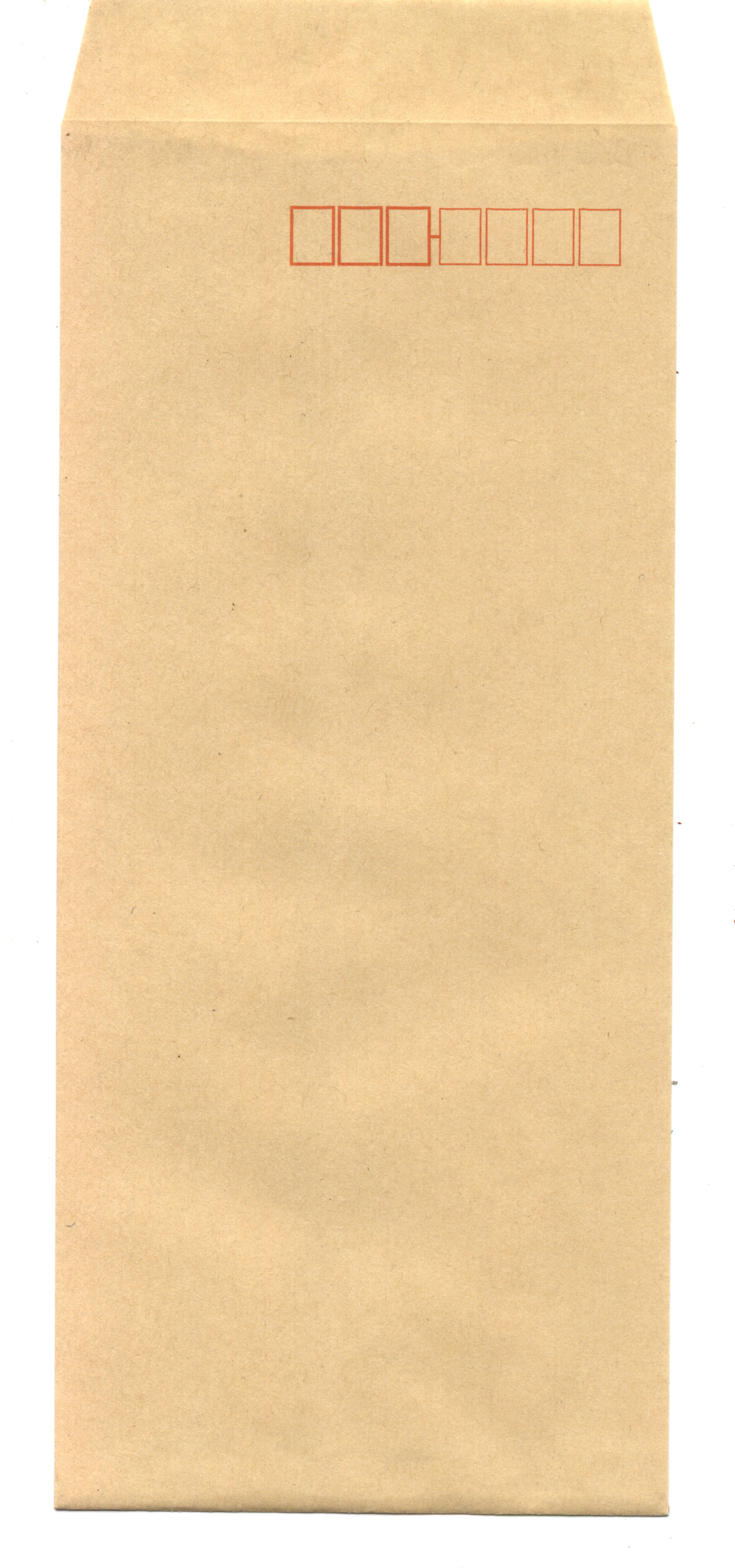
現在の7桁郵便番号対応の封筒
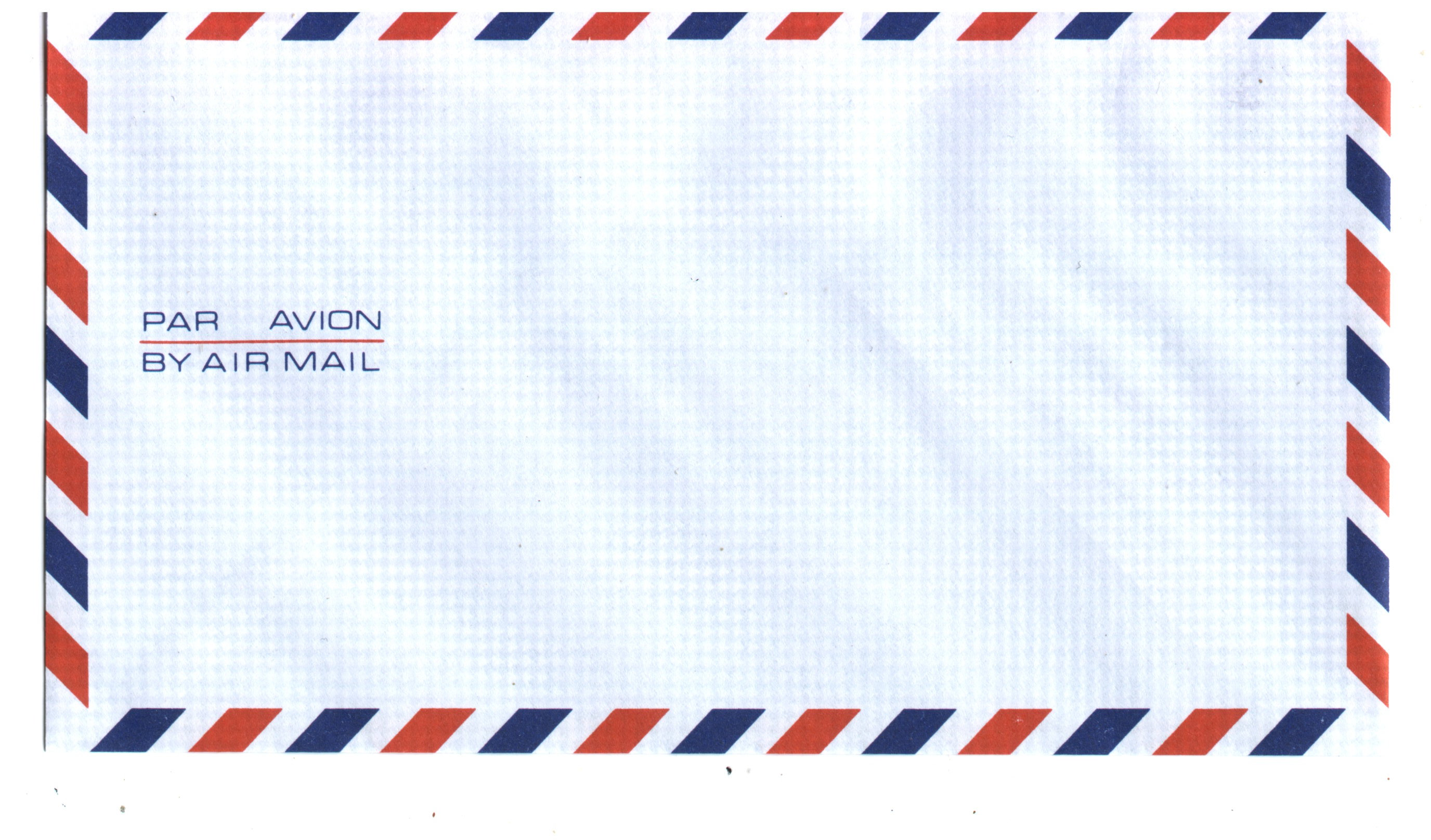
エアメール用封筒
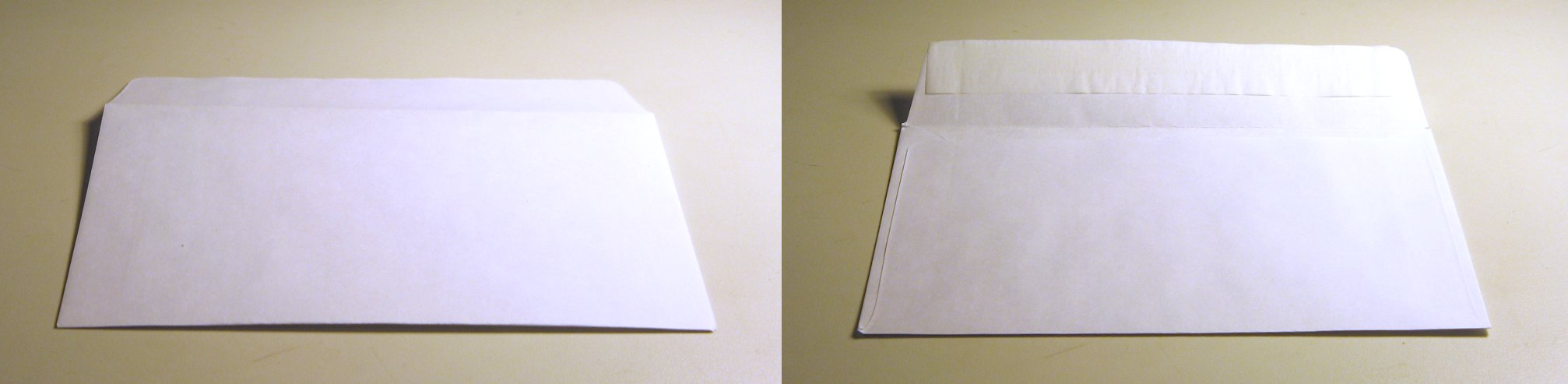
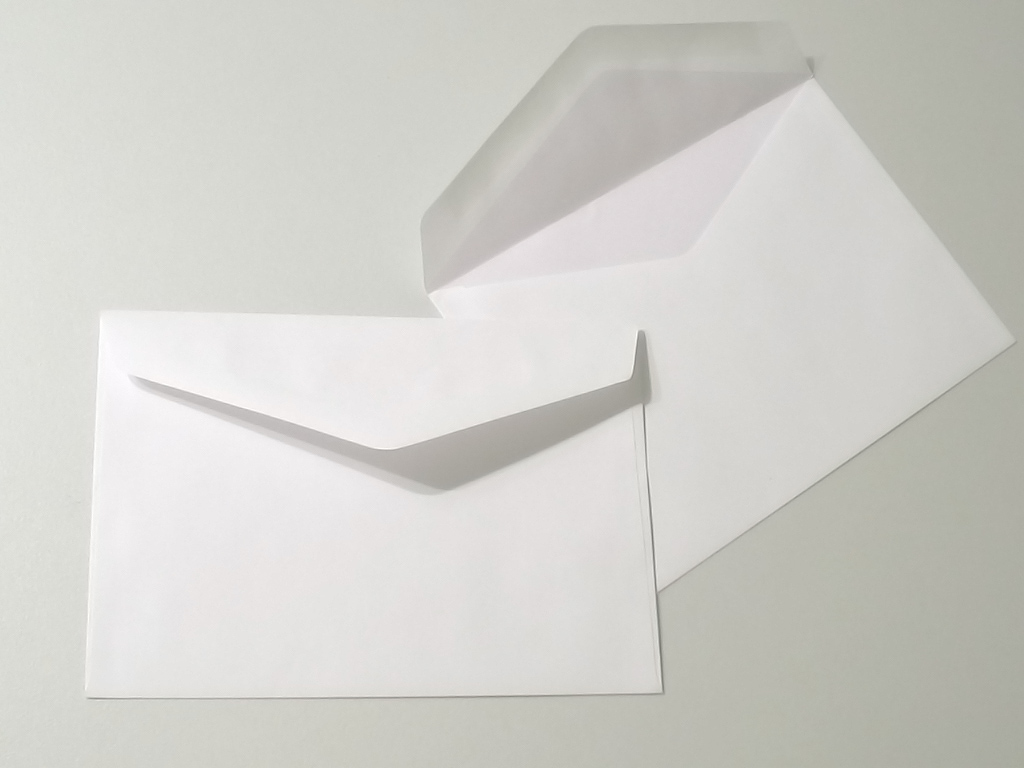
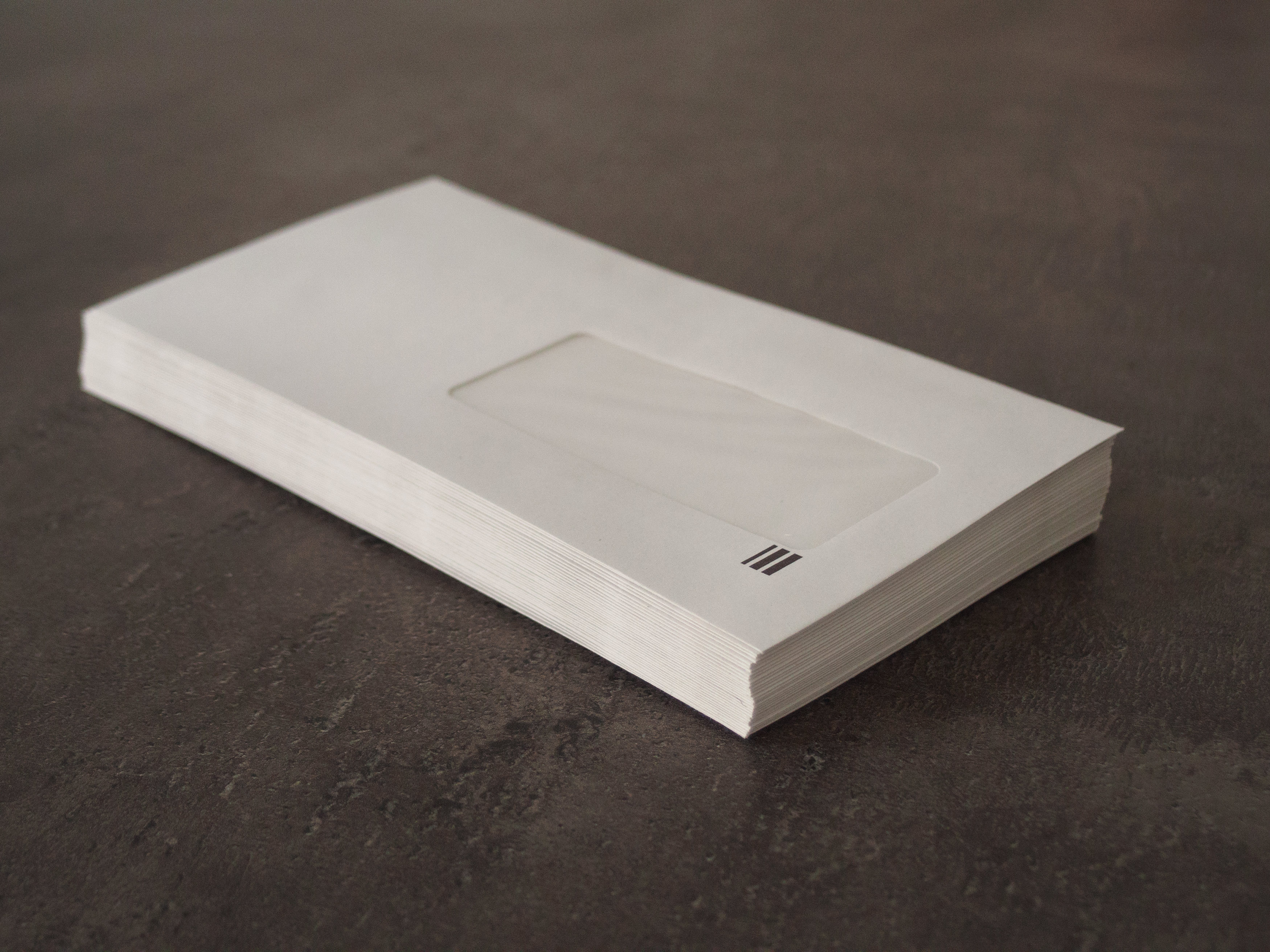

## 種類
大きさは日本産業規格（JIS S 5502 （1964年（昭和39年）10月1日制定、最新版は2014年（平成26年）4月21日改正））で決まっており10種類以上が存在するが、最もよく使われるのは長形3号（120mm×235mm）と長形4号（90mm×205mm）の2種類である。これら2種類は、日本の書類でよく使用されるA4とB5の用紙に合うことと、料金の比較的安い定形郵便物で送ることができることにより普及している。
紙の重量によっても分けられて販売されている。紙の重量は薄さ厚さを意味し、一般的な封筒サイズの長形3号の場合、85g/m2以下の封筒を使用すると内容物が透ける物もあるのでプライバシーに関する書類を送る場合は注意が必要である。

### 大きさ
大きく角形（K：かくがた）・長形（N：なががた）・洋形（Y：ようがた）・その他に分かれる。
- 角形：縦サイズが横サイズの2倍より短い封筒
  - 角形0号（K0） 287×382 - JIS B4判がそのまま入る
  - 角形1号（K1） 270×382 - 旧JIS（1964年版まで） B4判がそのまま入る
  - 角形2号（K2） 240×332 - JIS A4判がそのまま入る
  - 角形3号（K3） 216×277 - JIS B5判がそのまま入る
  - 角形4号（K4） 197×267 - JIS B5判がそのまま入る
  - 角形5号（K5） 190×240 - JIS A5判がそのまま入る
  - 角形6号（K6） 162×229 - JIS A5判がそのまま入る
  - 角形7号（K7） 142×205 - JIS B6判がそのまま入る
  - 角形8号（K8） 119×197 - JIS 定型郵便。給料袋、月謝袋に使われる
  - 角形20号（K20） 229×324 - JIS A4判がそのまま入る
  - 角形A3号 335×490 - A3判がそのまま入る
  - 角形A4号 228×312
  - 角形B3号 375×525
  - 角形0号マチ付 290×382
  - 角形2号マチ付 250×335
  - 角形3号マチ付 218×277
  - 角形A3号マチ付 320×440
  - 角形ジャンボ 435×510
- 長形：縦サイズが横サイズの2倍程度ある封筒
  - 長形1号（N1） 142×332 - 旧JIS（1964年版まで） A4たて2つ折・B4判ヨコ3つ折りが入る
  - 長形2号（N2） 119×277 - JIS A4ヨコ3つ折・B5判タテ2つ折りが入る
  - 長形3号（N3） 120×235 - JIS 定形郵便。A4判ヨコ3つ折りが入る
  - 長形4号（N4） 90×205[注釈 1] - JIS 定形郵便。B5判ヨコ4つ折りが入る
  - 長形5号（N5） 90×185 - 旧JIS（1993年版まで）
  - 長形6号（N6） 110×220 - JIS 定形郵便。A4判ヨコ3つ折りが入る。フタを折ると封筒本体を折らずに長形3号封筒に入る。もともとはISO規格においてサイズ「DL」として定められていたもの。2009年のISO規格の廃止等を受けて2010年に行われたJIS規格の改正の際に日本国内での使用実績のあったこのサイズを「長形6号」として新たに追加したものである
  - 長形8号（N8） 119×197 - 定形郵便、角型8号と同じ
  - 長形13号（N13） 105×235 - 定形郵便。A4ヨコ4つ折りが入る
  - 長形14号（N14） 95×217 - 定形郵便。A4ヨコ4つ折りが入る
  - 長形30号（N30） 92×235 - 定形郵便
  - 長形40号（N40） 90×225 - JIS 定形郵便。A4判ヨコ4つ折りが入る
- 洋形：長辺に封入口がある封筒
  - 洋形0号（Y0） 235×120 - 定形郵便。A4判ヨコ3つ折が入る
  - 洋形1号（Y1） 120×176 - JIS 定形郵便。主に招待状などのカードを入れる
  - 洋形2号（Y2） 114×162 - JIS 定形郵便。郵便はがきが入る
  - 洋形3号（Y3） 98×148 - 旧JIS（1993年版まで） 定形郵便。B5判ヨコ・タテ4つ折が入る
  - 洋形4号（Y4） 105×235[注釈 2] - JIS 定形郵便。A4判ヨコ3つ折が入る
  - 洋形5号（Y5） 95×217 - 旧JIS（1993年版まで） 定形郵便。A5判タテ2つ折が入る
  - 洋形6号（Y6） 98×190 - JIS 定形郵便。B5判ヨコ3つ折が入る
  - 洋形7号（Y7） 92×165 - 旧JIS（1993年版まで） 定形郵便。A5判ヨコ3つ折が入る
  - 洋形8号（Y8） 235×120 - 洋形0号と同じ
  - 洋形2号タテ形 162×114 - 定形郵便。A4横・縦4つ折が入る
  - 洋形4号タテ形 235×105 - 定形郵便。A4横3つ折が入る
  - 洋形5号タテ形 217×95 - 定形郵便。A5縦2つ折が入る
  - 洋形6号タテ形 190×98 - 定形郵便。B5横3つ折が入る
  - 洋形特1号 198×138
  - 洋形長3号（洋長3号） 235×120 - 洋形0号と同じ
  - 洋形長4号 205×90 - 定形郵便。B5横4つ折が入る
  - 洋形東京3号 170×120 - 定形郵便
- 国際規格
  - B4 259×353 - ISO
  - B5 176×250 - ISO
  - B6 125×176 - ISO
  - C3 324×458 - ISO
  - C4 229×324 - 角形20号と同じ。ISO A4判がそのまま入る
  - C5 162×229 - 角形6号と同じ。ISO A5判がそのまま入る
  - C6 162×114 - 洋形2号と同じ。ISO 定形郵便。郵便はがきが入る
  - DL 220×110 - 長形6号と同じ。ISO 定形郵便。フタを折ると長形3号封筒に入る
  - B6/C4 125×324 - ISO
- その他
  - 東京3号 定形 170×120
  - 東京型 定形 170×120
  - 国際A4 229×324 - 角形20号と同じ
  - ビッグ1 440×570
  - ビッグ2 385×450 - A3判用
  - ビッグ3 385×400 - レントゲン大角判用
  - 名刺入封筒9 65×105
  - 名刺入封筒13 71×109
  - 名刺入封筒16 86×120
  - プリペイド封筒（L） 115×80
  - プリペイド封筒（S） 100×68

単にJISとのみあるものは現行の日本産業規格JIS S 5502:2014に定められているもの（JIS S 5502:2010から変更なし）で、ISOとあるものは国際規格ISO 269:1985（2009年4月に廃止）に定められていたものである。その他のものは業界の標準であったりメーカーが独自に定めたものであり、これらは名称が同じでもサイズが多少異なることもある。定形郵便は定形郵便物として送ることが出来る大きさのものである。

### 色
日本では白、薄茶、水色、黄色、グレー、ピンク、グリーンその他さまざまな色の封筒が文具店やコンビニエンスストアなどの小売店で一般に売られている。そのほか、企業や団体組織の住所やロゴマークを印刷し自社専用に作成して用いることも多い。
特によく売られているものに白と薄茶のものがある。白封筒は中身が透けて見えやすいため、紫色の紙を内側に重ねて中が透けないようわざわざ二重の構造にして作ってあることもあり、比較的あらたまった手紙のために用いられることが多い。薄茶のものは「茶封筒（ちゃぶうとう）」と呼ばれており、クラフト紙を材料としており、事務的な用途などに極めて広く用いられる。ちなみに、この「茶封筒」の薄茶色は、英語圏ではbrown（茶）ではなくyellow（黄）を用いて言い表す。イギリスの小説などでもクラフト紙の色はyellowとして捉えられているし、フランス語では日本の茶封筒と同じ色味の封筒を「enveloppe jaune」（黄色の封筒）という。これは、yellowやjauneの指す範囲が日本語のいう黄色の範囲にとどまらず、キツネ色や犬の色、乾いた土の色をも含むためである。それらの例とは別に、ドイツでは郵便ポストが黄色であるように、郵便に関するものはすべて日本語でいうところの鮮やかな黄色で統一されており、郵便用の梱包材は実際に鮮やかな黄色をしている。
イギリスでは茶封筒はマニラ紙（Manila paper）で出来ておりManilla Envelopesと呼ばれ重要書類に用いられる。

## 歴史
ヨーロッパでは16世紀から17世紀にかけて封筒が使われはじめたと考えられているが、一般的に普及しはじめたのは1840年のイギリスの郵便制度改革によって重量0.5オンス（約13グラム）までの郵便料金が1ペニーと定められたころからと考えられている。それ以前は、枚数や距離によって料金が決められる方式であり、封筒も1枚と換算されたため、手紙は便箋むき出しのままこれを折りたたみ封蝋をした形で郵送されていた。しかし、枚数ではなく重量で料金が決められるようになると、封筒が急速に普及した。
日本では中世以前から書簡を送る際、今でいう便箋にあたる文字を書いた紙を何も書いていない白い紙（懸紙）で包む習慣があり、江戸時代には絵入りの便箋である絵半切を絵封筒と呼ばれる縦長の袋に入れる事例が既にあった。

## 利用と書式

### 郵便物としての利用
日本では短い要件の場合は封書（便箋を封筒に入れたもの。手紙の形式のひとつ）ではなくはがき（封筒を用いず、用件を書いた厚紙一枚をそのまま送る。手紙の形式のひとつ）で済ませることが多いが、ヨーロッパやアメリカ合衆国などでは通常、はがきといえば観光地の絵はがき・写真はがきを指し、それ以外は短い用件であっても封書が使用される。たとえば、日本でいう年賀状に相当する欧米のクリスマス・カードなどのグリーティングカードは封筒に入れて送られる。このため、欧米の多くの国々では予め料額印面を刷り込んだ封筒が郵便局で販売されている。日本でもかつて明治時代および1947年以降、料額印面を刷り込んだ切手付き封筒が販売されていたが、需要が少ないため、1949年に発行されて以降、郵便料金が変更となった1954年以降は新しい発行はなく、「ものが入れられる便せん」であるミニレター（郵便書簡）のみの扱いとなっている。
郵便局は封筒の内側がそのまま便箋になっているミニレターを販売している。同様の形式で、海外宛航空郵便用のエアログラムもある。
国際的に航空郵便に使用する封筒は、4辺の端に赤と白と青の縞模様の入った封筒を使うことになっている。しかし強制ではなくあくまで任意であるため、国際航空郵便にも一般の封筒を使用することは可能である。また投函前に「PAR AVION」と書いたステッカーを貼り、航空郵便である事をはっきりさせる事が一般である。
封筒には中身の情報を保護をできるという利点があるが、近年ではシールを貼って通信面を覆うはがき（いわゆる圧着はがき）で代替されることも増えている。

### 書式
和封筒の場合にも洋封筒（横置き）の場合にも裏側をみて開封部がある側が上になる。洋封筒を縦置きに用いる場合には通常は右封じとする（左封じは弔事に用いられる）。和封筒や洋封筒（縦置き）の場合には表面右側から宛先の住所と氏名を記し、裏側の中央から左部に発信人の住所と氏名を記す。洋封筒（横置き）の場合には表面に宛先の住所と氏名、裏側下部に発信人の住所と氏名を記す。封筒に用いられる脇付は外脇付と呼ばれ「親展」や「至急」などがある。封緘部には「封」「緘」「〆」などを記す。切手を貼る位置は内国郵便約款によって定められている。